# Де Вит (Ајова)
Де Вит (енгл. De Witt) град је у америчкој савезној држави Ајова. По попису становништва из 2010. у њему је живело 5.322 становника.

## Демографија
Према попису становништва из 2010. у граду је живело 5.322 становника, што је 273 (5,4%) становника више него 2000. године.
| Група             | 2000.         | 2010.         |
| Белци             | 4.920 (97,4%) | 5.094 (95,7%) |
| Афроамериканци    | 11 (0,2%)     | 44 (0,8%)     |
| Азијати           | 32 (0,6%)     | 19 (0,4%)     |
| Хиспаноамериканци | 49 (1,0%)     | 102 (1,9%)    |
| Укупно            | 5.049         | 5.322         |